# Colorado Rapids II
El Colorado Rapids II fue un equipo de fútbol de los Estados Unidos que llegó a disputar la USL Premier Development League, la cuarta liga de fútbol en importancia en el país.

## Historia
Fue fundado en el año 2000 en la ciudad de Boulder, Colorado como un equipo filial del Colorado Rapids de la MLS con la finalidad de que los jugadores de las fuerzas básicas tuvieran minutos de juego para cuando formaran parte del primer equipo.
El club tuvo varios denominaciones como Boulder Rapids Reserve y Boulder Nova y lograron ganar dos títulos de conferencia, así como dos títulos divisionales, alcanzó la final nacional en dos ocasiones y jugó en la US Open Cup en 2004 hasta que el club desapareció en el año 2008.

## Palmarés
- USL PDL Central Conference: 2

2002, 2004
- USL PDL Heartland Division: 2

2005, 2006

## Temporadas
| Año  | División | Liga    | Temporada Regular  | Playoffs                 | US Open Cup  |
| ---- | -------- | ------- | ------------------ | ------------------------ | ------------ |
| 2000 | 4        | USL PDL | 3º, Rocky Mountain | No clasificó             | No clasificó |
| 2001 | 4        | USL PDL | 2º, Rocky Mountain | Final de Conferencia     | No clasificó |
| 2002 | 4        | USL PDL | 2º, Heartland      | Final Nacional           | No clasificó |
| 2003 | 4        | USL PDL | 4º, Heartland      | No clasificó             | No clasificó |
| 2004 | 4        | USL PDL | 2º, Heartland      | Final Nacional           | 3.ª Ronda    |
| 2005 | 4        | USL PDL | 1º, Heartland      | Semifinal de Conferencia | No clasificó |
| 2006 | 4        | USL PDL | 1º, Heartland      | Semifinal de Conferencia | No clasificó |
| 2007 | 4        | USL PDL | 5º, Heartland      | No clasificó             | No clasificó |
| 2008 | 4        | USL PDL | 2º, Heartland      | Ronda Divisional         | No clasificó |

## Estadios
- Pleasant View Field, Boulder, Colorado (2003-2008)
- Five Star Stadium, Thornton, Colorado 1 juego (2003)
- Westview Middle School Field, Longmont, Colorado 1 juego (2003)
- Denver Kickers Clubhouse, Golden, Colorado 1 juego (2003)
- Broomfield Commons, Denver, Colorado 1 juego (2004)
- Alexander Dawson School, Lafayette, Colorado 1 juego (2004)
- Summit High School, Frisco, Colorado 2 juegos (2004-2005)
- Fairview High School, Boulder, Colorado 1 juego (2005)
- Sandstone Field, Boulder, Colorado 1 juego (2005)
- Boulder High School Stadium, Boulder, Colorado 4 juegos (2007-2008)

## Entrenadores
- Mike Seabolt (2002-2003)
- Peter Ambrose (2004-2008)